# Differente
Die Differente ist ein Begriff aus der algebraischen Zahlentheorie.

## Vorbereitung
Es sei {\displaystyle K} ein Zahlkörper und {\displaystyle S:K\to \mathbb {Q} } die Spur.
Dann ist {\displaystyle M^{\star }=\{{\widetilde {\omega }}\in K;\,S({\widetilde {\omega }}M)\subset \mathbb {Z} \}}  das duale Gitter von {\displaystyle M} in {\displaystyle K}
bezüglich der nicht ausgearteten {\displaystyle \mathbb {Q} }-Bilinearform {\displaystyle \langle \alpha ,\beta \rangle =S(\alpha \beta )} mit {\displaystyle \alpha ,\beta \in K}. Die duale Basis besitzt bezüglich der Basis {\displaystyle \omega _{i}} des Gitters {\displaystyle M} die Kronecker-Eigenschaft {\displaystyle S(\omega _{i}{\widetilde {\omega }}_{j})=\delta _{ij}}.
Weiterhin bezeichnet {\displaystyle {\mathfrak {a}}^{-1}} das Inverse eines Ideals {\displaystyle {\mathfrak {a}}}.

## Definition
Die Differente eines Zahlkörpers {\displaystyle K} ist definiert als {\displaystyle {\mathfrak {D}}_{K}=({\mathcal {O}}^{\star })^{-1}}, wobei {\displaystyle {\mathcal {O}}} der Ganzheitsring (die Hauptordnung {\displaystyle {\mathfrak {o}}}) des Zahlkörpers ist.

## Erster Dedekindscher Hauptsatz
Die Absolutnorm der Differente eines algebraischen Zahlkörpers ist gleich dem Betrag der Diskriminante
{\displaystyle {\mathfrak {N}}({\mathfrak {D}}_{K})=|d_{K}|}.

## Beispiel
Für den Zahlkörper {\displaystyle K=\mathbb {Q} ({\sqrt {-1}})} ist der Ganzheitsring {\displaystyle {\mathcal {O}}} die gaußischen Zahlen mit der {\displaystyle \mathbb {Z} }-Basis {\displaystyle (1,{\sqrt {-1}})}. Das dazu duale Gitter besitzt die {\displaystyle \mathbb {Z} }-Basis {\displaystyle \left({\frac {1}{2}},-{\frac {\sqrt {-1}}{2}}\right)} dessen gebrochenes Ideal sich zu {\displaystyle {\frac {1}{2}}(1)} bestimmen lässt. Trivialerweise ist das inverse Ideal dazu {\displaystyle (2)} was ein Hauptideal ist, für das gilt {\displaystyle {\mathfrak {N}}(\,(2)\,)=N_{K/\mathbb {Q} }(2)=4} oder man kann die Restklassen zu {\displaystyle 0,1,{\sqrt {-1}}} und {\displaystyle 1+{\sqrt {-1}}} bestimmen. Dieses Ergebnis entspricht auch wie zu erwarten der Diskriminante des Zahlkörpers {\displaystyle |d_{K}|=4}.